# Liste der Großsteingräber in Brandenburg
Die Liste der Großsteingräber in Brandenburg umfasst alle bekannten Großsteingräber auf dem Gebiet des heutigen Bundeslandes Brandenburg.

## Liste der Gräber
- Nr.: Nennt (falls vorhanden) die Nummer des Grabes im Referenzwerk Atlas der Megalithgräber Deutschlands von Ernst Sprockhoff
- Grab: Nennt die Bezeichnung des Grabes sowie gebräuchliche Alternativbezeichnungen
- Ort: Nennt die Gemeinde und ggf. den Ortsteil, in dem sich das Grab befindet.
- Landkreis: Nennt den Landkreis, dem die Gemeinde angehört. BAR: Landkreis Barnim; LDS: Landkreis Dahme-Spreewald; MOL: Landkreis Märkisch-Oderland; OHV: Landkreis Oberhavel; OPR: Landkreis Ostprignitz-Ruppin; PM: Landkreis Potsdam-Mittelmark; PR: Landkreis Prignitz; TF: Landkreis Teltow-Fläming; UM: Landkreis Uckermark
- Typ: Unterscheidung verschiedener Grabtypen
  - Urdolmen: kleine quadratische oder rechteckige Grabkammer mit vier Wandsteien und einem Deckstein, mit oder ohne Zugang
  - Erweiterter Dolmen: rechteckige Grabkammer mit mindestens vier Wandsteinen an den Langseiten, zwei Decksteinen und Zugang an einer Schmalseite
  - Großdolmen: rechteckige Grabkammer mit mindestens sechs Wandsteinen an den Langseiten, drei Decksteinen und Zugang an einer Schmalseite
  - Ganggrab: rechteckige, trapezförmige oder konvexe Grabkammer mit mindestens drei Wandsteinpaaren an den Langseiten und Zugang an einer Langseite
  - Kammerloses Hünenbett: langgestreckte Anlage mit rechteckiger oder trapezförmiger Hügelschüttung und steinerner Umfassung und Holzbau, Steinpackung oder Erdgrube anstelle einer megalithischen Grabkammer
  - Rampenkiste: meist oberirdische trapezförmige oder rechteckige submegalithische Grabkammer mit Zugang an der schmalsten Seite; ähnlich einem erweiterten oder Großdolmen aber kleiner

### Erhaltene Gräber
| Nr. | Grab                                             | Ort                                 | Landkreis | Typ                                            | Anmerkungen | Bild                    |
| --- | ------------------------------------------------ | ----------------------------------- | --------- | ---------------------------------------------- | --- | ----------------------- |
|     | Großsteingrab Bagemühl 7                         | Brüssow, OT Bagemühl                | UM        | unbekannt                                      | |                         |
| 459 | Großsteingrab Carmzow                            | Carmzow-Wallmow, OT Carmzow         | UM        | Erweiterter Dolmen oder Rampenkiste            | Dokumentation und Notbergung 1956                                                                                           |                         |
| 458 | Großsteingrab Dedelow                            | Prenzlau, OT Dedelow                | UM        | Erweiterter Dolmen                             | |                         |
|     | Großsteingrab Ellershagen („Brotsteine“)         | Halenbeck-Rohlsdorf, OT Ellershagen | PR        | unbekannt                                      | Grabung 1985 |                         |
|     | Großsteingrab Felchow 1                          | Schwedt/Oder, OT Felchow            | UM        | Großsteingrab oder Steinkiste                  | Nach Beier eine Steinkiste, nach Kirsch ein Großsteingrab oder eine Steinkiste                                              |                         |
|     | Großsteingrab im Forst Gramzow                   | Gramzow,                            | UM        | unbekannt                                      | fraglich, nur bei Schuldt erwähnt, bei Kirsch und Beier hingegen nicht                                                      |                         |
| 460 | Großsteingrab Hammelstall                        | Brüssow, Gemeindeteil Hammelstall   | UM        | Erweiterter Dolmen                             | Funde geborgen |                         |
|     | Großsteingrab Hessenhagen 1                      | Flieth-Stegelitz, OT Hessenhagen    | UM        | vermutlich kammerloses Hünenbett               | Bau eventuell unvollendet                                                                                                   |                         |
|     | Großsteingrab Hessenhagen 2                      | Flieth-Stegelitz, OT Hessenhagen    | UM        | vermutlich kammerloses Hünenbett               | Bau eventuell unvollendet                                                                                                   |                         |
| 453 | Großsteingrab Mellen                             | Lenzen (Elbe), OT Mellen            | PR        | Ganggrab                                       | | Großsteingrab Mellen    |
|     | Großsteingrab Menz                               | Stechlin, OT Menz                   | OHV       | Steinkiste, erweiterter Dolmen oder Großdolmen | bei Beier und Kirsch nicht erwähnt                                                                                          |                         |
| 464 | Großsteingrab Mürow 1                            | Angermünde, OT Mürow                | UM        | Erweiterter Dolmen                             | Grabung 1965 | Großsteingrab Mürow 1   |
| 457 | Großsteingrab Neuenfeld 1                        | Schönfeld (Uckermark), OT Neuenfeld | UM        | Urdolmen                                       | |                         |
|     | Großsteingrab Neuenfeld 2                        | Schönfeld (Uckermark), OT Neuenfeld | UM        | unbekannt                                      | bei Kirsch irrtümlich als zerstört geführt                                                                                  |                         |
|     | Großsteingrab Neuenfeld 3                        | Schönfeld (Uckermark), OT Neuenfeld | UM        | unbekannt                                      | bei Schuldt, Beier und Kirsch irrtümlich als zerstört geführt                                                               |                         |
|     | Großsteingrab Schmiedeberg 5                     | Angermünde, OT Schmiedeberg         | UM        | vermutlich erweiterter Dolmen                  | |                         |
| 456 | Großsteingrab Schönfeld                          | Schönfeld (Uckermark)               | UM        | unbekannt                                      | |                         |
| 461 | Großsteingrab Schwaneberg 1                      | Randowtal, Wohnplatz Schwaneberg    | UM        | Erweiterter Dolmen                             | |                         |
|     | Großsteingrab Schwaneberg 6                      | Randowtal, Wohnplatz Schwaneberg    | UM        | unbekannt                                      | |                         |
|     | Großsteingrab Seehausen                          | Oberuckersee, OT Seehausen          | UM        | vermutlich Urdolmen                            | nur noch die Hügelschüttung erhalten                                                                                        | Großsteingrab Seehausen |
|     | Großsteingrab Stegelitz 1                        | Flieth-Stegelitz, OT Stegelitz      | UM        | unbekannt                                      | |                         |
| 454 | Großsteingrab Stegelitz 2 (Großsteingrab Suckow) | Flieth-Stegelitz, OT Stegelitz      | UM        | Erweiterter Dolmen oder Rampenkiste            | Sondagegrabung 1910 |                         |
| 455 | Urdolmen von Trebenow („Hünenstein“)             | Uckerland, OT Trebenow              | UM        | Urdolmen                                       | beraubt; Nachgrabung 1904                                                                                                   |                         |
| 462 | Großsteingrab Wollschow 1a                       | Brüssow, OT Wollschow               | UM        | Kammerloses Hünenbett                          | enthielt zwei Steinkisten (Wollschow 1b und 1c, erstere erhalten), bei denen es sich vermutlich um Nachbestattungen handelt |                         |
|     | Großsteingrab Wollschow 2                        | Brüssow, OT Wollschow               | UM        | Urdolmen                                       | |                         |
|     | Großsteingrab Wollschow 3                        | Brüssow, OT Wollschow               | UM        | Urdolmen                                       | |                         |
|     | Großsteingrab Wollschow 4                        | Brüssow, OT Wollschow               | UM        | Urdolmen                                       | |                         |
|     | Großsteingrab Wollschow 5                        | Brüssow, OT Wollschow               | UM        | Urdolmen                                       | |                         |
| 463 | Großsteingrab Wollschow 23                       | Brüssow, OT Wollschow               | UM        | Erweiterter Dolmen oder Rampenkiste            | |                         |
|     | Großsteingrab Wollschow 27                       | Brüssow, OT Wollschow               | UM        | vermutlich Urdolmen                            | |                         |
|     | Großsteingrab Wollschow 34                       | Brüssow, OT Wollschow               | UM        |                                                | |                         |

### Umgesetzte Gräber
| Nr. | Grab                       | Ort                    | Landkreis | Typ       | Anmerkungen | Bild |
| --- | -------------------------- | ---------------------- | --------- | --------- | --- | ---- |
|     | Großsteingrab Mehlsens Ruh | Gransee, OT Seilershof | OHV       | unbekannt | 1838/39 entdeckt und nahe der Fundstelle frei rekonstruiert; bei Beier und Kirsch nicht erwähnt; eventuell identisch mit dem zerstörten Großsteingrab Gransee |      |

### Zerstörte Gräber
| Nr. | Grab                                                           | Ort                                                      | Landkreis | Typ                                        | Anmerkungen                                                                                  | Bild |
| --- | -------------------------------------------------------------- | -------------------------------------------------------- | --------- | ------------------------------------------ | -------------------------------------------------------------------------------------------- | ---- |
|     | Großsteingrab Altranft                                         | Bad Freienwalde (Oder), OT Altranft                      | MOL       | unbekannt (vermutlich Großsteingrab)       | 1935 entdeckt und zerstört                                                                   |      |
|     | Großsteingrab Angermünde                                       | Angermünde                                               | UM        | Erweiterter Dolmen oder Großdolmen         | um 1822 zerstört; Funde geborgen                                                             |      |
|     | Großsteingräber bei Arendsee                                   | Nordwestuckermark, Gemeindeteil Arendsee                 | UM        | unbekannt (vermutlich Großsteingrab)       | wahrscheinlich mehrere Gräber                                                                |      |
|     | Großsteingrab Bad Freienwalde                                  | Bad Freienwalde (Oder)                                   | MOL       | vermutlich Urdolmen                        |                                                                                              |      |
|     | Großsteingrab Bagemühl 5                                       | Brüssow, OT Bagemühl                                     | UM        | unbekannt (vermutlich Großsteingrab)       |                                                                                              |      |
|     | Großsteingrab Bagemühl 6                                       | Brüssow, OT Bagemühl                                     | UM        | vermutlich Urdolmen                        |                                                                                              |      |
|     | Großsteingrab Bagemühl 8                                       | Brüssow, OT Bagemühl                                     | UM        | unbekannt (vermutlich Großsteingrab)       |                                                                                              |      |
|     | Großsteingräber bei Barsikow                                   | Wusterhausen/Dosse, OT Barsikow                          | OPR       | unbekannt (vermutlich Großsteingrab)       | vermutlich mehrere Anlagen; Knochenreste und Funde geborgen                                  |      |
|     | Großsteingrab Battin                                           | Brüssow, Gemeindeteil Battin                             | UM        | unbekannt (vermutlich Großsteingrab)       | Knochenreste und Funde geborgen                                                              |      |
|     | Großsteingrab Blumberg 1                                       | Casekow, OT Blumberg                                     | UM        | unbekannt (vermutlich Großsteingrab)       |                                                                                              |      |
|     | Großsteingrab Blumberg 2                                       | Casekow, OT Blumberg                                     | UM        | unbekannt (vermutlich Großsteingrab)       |                                                                                              |      |
|     | Großsteingrab Blumberg 3                                       | Casekow, OT Blumberg                                     | UM        | unbekannt (vermutlich Großsteingrab)       |                                                                                              |      |
|     | Großsteingrab Boberow 1                                        | Karstädt, OT Boberow                                     | PR        | unbekannt                                  | wohl schon im späten 17. Jahrhundert zerstört                                                |      |
|     | Großsteingrab Boberow 2                                        | Karstädt, OT Boberow                                     | PR        | unbekannt                                  | um 1844 zerstört                                                                             |      |
|     | Großsteingrab Boberow 3                                        | Karstädt, OT Boberow                                     | PR        | unbekannt                                  | um 1844 zerstört, später wohl noch Reste vorhanden                                           |      |
|     | Großsteingräber bei Bresch                                     | Pirow, OT Bresch                                         | PR        | unbekannt (vermutlich Großsteingrab)       | wahrscheinlich mehrere Gräber; Funde geborgen                                                |      |
|     | Großsteingrab Crussow („Hünkestein“, „Hünkenberg“)             | Angermünde, OT Crussow                                   | UM        | unbekannt (vermutlich Großsteingrab)       |                                                                                              |      |
|     | Großsteingrab Dedelow 2                                        | Prenzlau, OT Dedelow                                     | UM        | unbekannt                                  | wahrscheinlich mehrere Gräber                                                                |      |
|     | Großsteingrab Dedelow 3                                        | Prenzlau, OT Dedelow                                     | UM        | unbekannt                                  |                                                                                              |      |
|     | Großsteingrab Dedelow "Heidenkanzel"                           | Prenzlau, OT Dedelow                                     | UM        | unbekannt                                  |                                                                                              |      |
|     | Großsteingräber bei Eickstedt                                  | Randowtal, OT Eickstedt                                  | UM        | unbekannt (vermutlich Großsteingrab)       | wahrscheinlich mehrere Gräber                                                                |      |
|     | Steingrab von Falkenhagen                                      | Falkenhagen (Mark)                                       | MOL       | Großsteingrab oder Steinkiste              | um 1867 Funde geborgen                                                                       |      |
|     | Großsteingrab Felchow 2                                        | Schwedt/Oder, OT Felchow                                 | UM        | unbekannt (vermutlich Großsteingrab)       |                                                                                              |      |
|     | Großsteingrab Frauenhagen („Hühnerhimmel“)                     | Angermünde, OT Frauenhagen                               | UM        | unbekannt                                  |                                                                                              |      |
|     | Großsteingräber bei Fürstenwerder                              | Nordwestuckermark, OT Fürstenwerder                      | UM        | unbekannt (vermutlich Großsteingrab)       | mehrere Gräber                                                                               |      |
|     | Großsteingräber bei Gerswalde                                  | Gerswalde                                                | UM        | unbekannt (vermutlich Großsteingrab)       | mehrere Gräber unbekannter Zahl                                                              |      |
|     | Großsteingrab Göritz                                           | Göritz                                                   | UM        | unbekannt (vermutlich Großsteingrab)       | mögliche Existenz nur durch einen Schalenstein bezeugt                                       |      |
|     | Großsteingrab Gransee                                          | Gransee                                                  | OHV       | Urdolmen oder Steinkiste                   | 1838 zerstört; Funde geborgen                                                                |      |
|     | Großsteingrab Greiffenberg (Großsteingrab Bruchhagen)          | Angermünde, OT Greiffenberg (Angermünde)                 | UM        | unbekannt                                  | Sondagegrabung 1962                                                                          |      |
|     | Großsteingrab Groß Kienitz                                     | Blankenfelde-Mahlow, OT Großkienitz                      | TF        | vermutlich Großsteingrab oder Steinkiste   | um 1920 zerstört; später an gleicher Stelle Lesefunde                                        |      |
|     | Großsteingräber bei Güstow                                     | Prenzlau, OT Güstow                                      | UM        | unbekannt (vermutlich Großsteingrab)       | wahrscheinlich mehrere Gräber                                                                |      |
|     | Großsteingrab Heckelberg                                       | Heckelberg-Brunow, OT Heckelberg                         | MOL       | unbekannt                                  | Funde geborgen                                                                               |      |
|     | Großsteingräber bei Herzsprung                                 | Angermünde, OT Herzsprung                                | UM        | unbekannt (vermutlich Großsteingrab)       | wahrscheinlich mehrere Gräber; Funde geborgen                                                |      |
|     | Großsteingrab Joachimsthal                                     | Joachimsthal                                             | BAR       | vermutlich kammerloses Hünenbett           |                                                                                              |      |
|     | Großsteingrab Klein Gottschow 1                                | Groß Pankow (Prignitz), OT Klein Gottschow               | PR        | unbekannt (vermutlich Großsteingrab)       | zerstört um 1844                                                                             |      |
|     | Großsteingrab Klein Gottschow 2                                | Groß Pankow (Prignitz), OT Klein Gottschow               | PR        | unbekannt (vermutlich Großsteingrab)       | zerstört um 1844                                                                             |      |
|     | Großsteingrab Klein Ziethen                                    | Ziethen (Barnim), OT Klein Ziethen                       | BAR       | unbekannt                                  | entdeckt und zerstört 1985/86; Knochenreste geborgen                                         |      |
|     | Großsteingrab Klockow                                          | Schönfeld (Uckermark), OT Klockow                        | UM        | unbekannt (vermutlich Großsteingrab)       | eventuell identisch mit einem Grab in Schönfeld, OT Neuenfeld; wahrscheinlich mehrere Gräber |      |
|     | Großsteingrab Lichterfelde („Moses Grab“)                      | Schorfheide, OT Lichterfelde (Barnim)                    | BAR       | unbekannt (vermutlich Großsteingrab)       | Deckstein 1925/26 für ein Kriegerdenkmal verwendet                                           |      |
|     | Großsteingrab Melzow 3                                         | Oberuckersee, Wohnplatz Melzow                           | UM        | Urdolmen oder Steinkiste                   |                                                                                              |      |
|     | Großsteingrab Melzow 4                                         | Oberuckersee, Wohnplatz Melzow                           | UM        | Urdolmen oder Steinkiste                   |                                                                                              |      |
|     | Großsteingrab Melzow 14                                        | Oberuckersee, Wohnplatz Melzow                           | UM        | vermutlich Urdolmen                        |                                                                                              |      |
|     | Großsteingrab Mürow 2                                          | Angermünde, OT Mürow                                     | UM        | unbekannt                                  |                                                                                              |      |
|     | Großsteingrab Neuendorf                                        | Oderberg, Wohnplatz Neuendorf                            | BAR       | unbekannt (vermutlich Großsteingrab)       | stand in Verbindung mit einer Menhiranlage                                                   |      |
|     | Großsteingräber bei Neuenfeld                                  | Schönfeld (Uckermark), OT Neuenfeld                      | UM        | unbekannt                                  | nördlich vier weitere, zerstörte Gräber                                                      |      |
|     | Großsteingräber bei Neuhausen                                  | Berge (Prignitz), OT Neuhausen                           | PR        | unbekannt (vermutlich Großsteingrab)       | vermutlich mehrere zerstörte Gräber; Funde geborgen                                          |      |
|     | Großsteingrab Niederfinow                                      | Niederfinow                                              | BAR       | unbekannt (vermutlich Großsteingrab)       |                                                                                              |      |
|     | Großsteingrab Passow                                           | Schwedt/Oder, OT Passow                                  | UM        | unbekannt                                  | in der Nähe eine Amazonenaxt gefunden                                                        |      |
|     | Großsteingrab Pehlitz 1                                        | Chorin, OT Pehlitz                                       | BAR       | unbekannt                                  |                                                                                              |      |
|     | Großsteingrab Pehlitz 2                                        | Chorin, OT Pehlitz                                       | BAR       | unbekannt                                  |                                                                                              |      |
|     | Großsteingrab Pehlitz 3                                        | Chorin, OT Pehlitz                                       | BAR       | unbekannt                                  |                                                                                              |      |
|     | Großsteingrab Pehlitz 4                                        | Chorin, OT Pehlitz                                       | BAR       | unbekannt                                  |                                                                                              |      |
|     | Großsteingrab Pehlitz 5                                        | Chorin, OT Pehlitz                                       | BAR       | unbekannt                                  |                                                                                              |      |
|     | Großsteingrab Pehlitz 6                                        | Chorin, OT Pehlitz                                       | BAR       | unbekannt                                  |                                                                                              |      |
|     | Großsteingrab Pehlitz 7                                        | Chorin, OT Pehlitz                                       | BAR       | unbekannt                                  |                                                                                              |      |
|     | Großsteingrab Pehlitz 8                                        | Chorin, OT Pehlitz                                       | BAR       | unbekannt                                  |                                                                                              |      |
|     | Großsteingrab Pehlitz 9                                        | Chorin, OT Pehlitz                                       | BAR       | unbekannt                                  |                                                                                              |      |
|     | Großsteingrab Pehlitz 10                                       | Chorin, OT Pehlitz                                       | BAR       | unbekannt                                  |                                                                                              |      |
|     | Großsteingrab Pehlitz 11                                       | Chorin, OT Pehlitz                                       | BAR       | unbekannt                                  |                                                                                              |      |
|     | Großsteingrab Pehlitz 12                                       | Chorin, OT Pehlitz                                       | BAR       | unbekannt                                  |                                                                                              |      |
|     | Großsteingräber bei Pinnow                                     | Pinnow (Uckermark)                                       | UM        | unbekannt                                  | mehrere Gräber, eventuell auf verschiedenen Fundplätzen                                      |      |
|     | Großsteingrab Potzlow                                          | Oberuckersee, OT Potzlow                                 | UM        | unbekannt                                  |                                                                                              |      |
|     | Großsteingräber bei Prenzlau                                   | Prenzlau                                                 | UM        | unbekannt (vermutlich Großsteingrab)       | wahrscheinlich mehrere Gräber                                                                |      |
|     | Großsteingrab Pröttlin 1                                       | Karstädt, OT Pröttlin                                    | PR        | unbekannt                                  |                                                                                              |      |
|     | Großsteingrab Pröttlin 2                                       | Karstädt, OT Pröttlin                                    | PR        | unbekannt                                  |                                                                                              |      |
|     | Großsteingrab Schapow 1                                        | Nordwestuckermark, OT Schapow                            | UM        | vermutlich Urdolmen                        |                                                                                              |      |
|     | Großsteingrab Schapow 2                                        | Nordwestuckermark, OT Schapow                            | UM        | Urdolmen oder Steinkiste                   | bildete vermutlich einen Komplex mit einem zerstörten Monolithgrab (Schapow 3)               |      |
|     | Großsteingräber bei Schmargendorf                              | Angermünde, OT Schmargendorf                             | UM        | unbekannt (vermutlich Großsteingrab)       | wahrscheinlich mehrere Gräber                                                                |      |
|     | Großsteingrab Schmiedeberg 6                                   | Angermünde, OT Schmiedeberg                              | UM        | Urdolmen oder Steinkiste                   |                                                                                              |      |
|     | Großsteingrab Schmiedeberg 7                                   | Angermünde, OT Schmiedeberg                              | UM        | Urdolmen oder Steinkiste                   |                                                                                              |      |
|     | Großsteingrab Schmiedeberg 8                                   | Angermünde, OT Schmiedeberg                              | UM        | Urdolmen oder Steinkiste                   |                                                                                              |      |
|     | Großsteingrab Schmiedeberg 9                                   | Angermünde, OT Schmiedeberg                              | UM        | Urdolmen oder Steinkiste                   |                                                                                              |      |
|     | Großsteingrab Schmiedeberg 10                                  | Angermünde, OT Schmiedeberg                              | UM        | Urdolmen oder Steinkiste                   |                                                                                              |      |
|     | Großsteingrab Schmiedeberg 11                                  | Angermünde, OT Schmiedeberg                              | UM        | Urdolmen oder Steinkiste                   |                                                                                              |      |
|     | Großsteingrab Schmiedeberg 12                                  | Angermünde, OT Schmiedeberg                              | UM        | Urdolmen oder Steinkiste                   |                                                                                              |      |
|     | Großsteingrab Schmiedeberg 13                                  | Angermünde, OT Schmiedeberg                              | UM        | Urdolmen oder Steinkiste                   |                                                                                              |      |
|     | Großsteingrab Schmiedeberg 14                                  | Angermünde, OT Schmiedeberg                              | UM        | Urdolmen oder Steinkiste                   |                                                                                              |      |
|     | Großsteingrab Schmiedeberg 15                                  | Angermünde, OT Schmiedeberg                              | UM        | Urdolmen oder Steinkiste                   |                                                                                              |      |
|     | Großsteingrab Schmiedeberg 16                                  | Angermünde, OT Schmiedeberg                              | UM        | Urdolmen oder Steinkiste                   |                                                                                              |      |
|     | Großsteingrab Schmiedeberg 17                                  | Angermünde, OT Schmiedeberg                              | UM        | Urdolmen oder Steinkiste                   |                                                                                              |      |
|     | Großsteingräber bei Schöneberg                                 | Schwedt/Oder, OT Schöneberg                              | UM        | unbekannt (vermutlich Großsteingrab)       | wahrscheinlich mehrere Gräber                                                                |      |
|     | Großsteingrab Schönermark                                      | Mark Landin, OT Schönermark                              | UM        | unbekannt (vermutlich Großsteingrab)       |                                                                                              |      |
|     | Großsteingrab Schulzendorf („Brautbett“)                       | Sonnenberg, OT Schulzendorf                              | OHV       | vermutlich Großsteingrab oder Menhiranlage | zerstört im 18. oder 19. Jahrhundert                                                         |      |
|     | Großsteingrab Schwaneberg 2                                    | Randowtal, Wohnplatz Schwaneberg                         | UM        | unbekannt (vermutlich Großsteingrab)       |                                                                                              |      |
|     | Großsteingrab Schwaneberg 3                                    | Randowtal, Wohnplatz Schwaneberg                         | UM        | unbekannt (vermutlich Großsteingrab)       |                                                                                              |      |
|     | Großsteingrab Schwaneberg 4                                    | Randowtal, Wohnplatz Schwaneberg                         | UM        | unbekannt (vermutlich Großsteingrab)       |                                                                                              |      |
|     | Großsteingrab Schwaneberg 5                                    | Randowtal, Wohnplatz Schwaneberg                         | UM        | unbekannt (vermutlich Großsteingrab)       |                                                                                              |      |
|     | Großsteingräber bei Stahnsdorf                                 | Stahnsdorf                                               | PM        | unbekannt (vermutlich Großsteingrab)       | vielleicht mehrere Gräber                                                                    |      |
|     | Großsteingräber bei Stendell                                   | Schwedt/Oder, OT Stendell                                | UM        | unbekannt (vermutlich Großsteingrab)       | wahrscheinlich mehrere Gräber                                                                |      |
|     | Großsteingrab Stolzenhagen (Oder)                              | Lunow-Stolzenhagen, OT Stolzenhagen (Lunow-Stolzenhagen) | BAR       | vermutlich erweiterter Dolmen              |                                                                                              |      |
|     | Großsteingrab Stolzenhagen (Wandlitz) (Großsteingrab Wandlitz) | Wandlitz, OT Stolzenhagen                                | BAR       | unbekannt (vermutlich Großsteingrab)       | Funde geborgen                                                                               |      |
|     | Großsteingrab Stramehl                                         | Brüssow, Gemeindeteil Stramehl                           | UM        | unbekannt                                  |                                                                                              |      |
|     | Großsteingrab Trebenow 2                                       | Uckerland, OT Trebenow                                   | UM        | unbekannt (vermutlich Großsteingrab)       |                                                                                              |      |
|     | Großsteingräber bei Vierraden                                  | Schwedt/Oder, OT Vierraden                               | UM        | unbekannt (vermutlich Großsteingrab)       | wahrscheinlich mehrere Gräber                                                                |      |
|     | Großsteingräber bei Wallmow                                    | Carmzow-Wallmow, OT Wallmow                              | UM        | unbekannt (vermutlich Großsteingrab)       | bis zu drei Gräber; in der Nähe Lesefunde                                                    |      |
|     | Großsteingräber bei Waltersdorf                                | Schönefeld, OT Waltersdorf                               | LDS       | unbekannt (vermutlich Großsteingrab)       | wahrscheinlich mehrere Gräber                                                                |      |
| 575 | Großsteingrab Wartin                                           | Casekow, OT Wartin                                       | UM        | kammerloses Hünenbett                      | enthielt eine Ganggrabkiste                                                                  |      |
|     | Großsteingrab Welsow                                           | Angermünde, OT Welsow                                    | UM        | unbekannt (vermutlich Großsteingrab)       | wahrscheinlich mehrere Gräber                                                                |      |
|     | Großsteingrab Werder                                           | Lindendorf, OT Sachsendorf-Werder                        | MOL       | unbekannt (vermutlich Großsteingrab)       |                                                                                              |      |
|     | Großsteingrab Wilmersdorf 1                                    | Angermünde, OT Wilmersdorf                               | UM        | unbekannt (vermutlich Großsteingrab)       | wahrscheinlich mehrere Gräber                                                                |      |
|     | Großsteingrab Wilmersdorf 2                                    | Angermünde, OT Wilmersdorf                               | UM        | unbekannt (vermutlich Großsteingrab)       |                                                                                              |      |
|     | Großsteingrab Wollschow 6                                      | Brüssow, OT Wollschow                                    | UM        | vermutlich Urdolmen                        |                                                                                              |      |
|     | Großsteingrab Wollschow 7                                      | Brüssow, OT Wollschow                                    | UM        | Urdolmen oder Steinkiste                   |                                                                                              |      |
|     | Großsteingrab Wollschow 7a                                     | Brüssow, OT Wollschow                                    | UM        | unbekannt (vermutlich Großsteingrab)       |                                                                                              |      |
|     | Großsteingrab Wollschow 8                                      | Brüssow, OT Wollschow                                    | UM        | Urdolmen oder Steinkiste                   |                                                                                              |      |
|     | Großsteingrab Wollschow 9                                      | Brüssow, OT Wollschow                                    | UM        | unbekannt (vermutlich Großsteingrab)       |                                                                                              |      |
|     | Großsteingrab Wollschow 10                                     | Brüssow, OT Wollschow                                    | UM        | Urdolmen oder Steinkiste                   |                                                                                              |      |
|     | Großsteingrab Wollschow 10a                                    | Brüssow, OT Wollschow                                    | UM        | Urdolmen oder Steinkiste                   |                                                                                              |      |
|     | Großsteingrab Wollschow 11                                     | Brüssow, OT Wollschow                                    | UM        | Urdolmen oder Steinkiste                   |                                                                                              |      |
|     | Großsteingrab Wollschow 12                                     | Brüssow, OT Wollschow                                    | UM        | Urdolmen oder Steinkiste                   |                                                                                              |      |
|     | Großsteingrab Wollschow 13                                     | Brüssow, OT Wollschow                                    | UM        | unbekannt (vermutlich Großsteingrab)       |                                                                                              |      |
|     | Großsteingrab Wollschow 15                                     | Brüssow, OT Wollschow                                    | UM        | unbekannt (vermutlich Großsteingrab)       |                                                                                              |      |
|     | Großsteingrab Wollschow 16                                     | Brüssow, OT Wollschow                                    | UM        | Urdolmen oder Steinkiste                   |                                                                                              |      |
|     | Großsteingrab Wollschow 17                                     | Brüssow, OT Wollschow                                    | UM        | Urdolmen oder Steinkiste                   |                                                                                              |      |
|     | Großsteingrab Wollschow 18                                     | Brüssow, OT Wollschow                                    | UM        | Urdolmen oder Steinkiste                   |                                                                                              |      |
|     | Großsteingrab Wollschow 18a                                    | Brüssow, OT Wollschow                                    | UM        | Urdolmen oder Steinkiste                   |                                                                                              |      |
|     | Großsteingrab Wollschow 20                                     | Brüssow, OT Wollschow                                    | UM        | unbekannt (vermutlich Großsteingrab)       |                                                                                              |      |
|     | Großsteingrab Wollschow 21                                     | Brüssow, OT Wollschow                                    | UM        | unbekannt (vermutlich Großsteingrab)       |                                                                                              |      |
|     | Großsteingrab Wollschow 22                                     | Brüssow, OT Wollschow                                    | UM        | unbekannt (vermutlich Großsteingrab)       |                                                                                              |      |
|     | Großsteingrab Wollschow 24                                     | Brüssow, OT Wollschow                                    | UM        | vermutlich Urdolmen                        |                                                                                              |      |
|     | Großsteingrab Wollschow 24a                                    | Brüssow, OT Wollschow                                    | UM        | unbekannt (vermutlich Großsteingrab)       |                                                                                              |      |
|     | Großsteingrab Wollschow 25                                     | Brüssow, OT Wollschow                                    | UM        | unbekannt                                  |                                                                                              |      |
|     | Großsteingrab Wollschow 26                                     | Brüssow, OT Wollschow                                    | UM        | unbekannt (vermutlich Großsteingrab)       |                                                                                              |      |
|     | Großsteingrab Wollschow 29                                     | Brüssow, OT Wollschow                                    | UM        | unbekannt                                  |                                                                                              |      |
|     | Großsteingrab Wollschow 29a                                    | Brüssow, OT Wollschow                                    | UM        | unbekannt (vermutlich Großsteingrab)       |                                                                                              |      |
|     | Großsteingrab Wollschow 33                                     | Brüssow, OT Wollschow                                    | UM        | unbekannt (vermutlich Großsteingrab)       |                                                                                              |      |
|     | Großsteingrab Wollschow 35                                     | Brüssow, OT Wollschow                                    | UM        | unbekannt                                  |                                                                                              |      |
|     | Großsteingrab Wollschow 36                                     | Brüssow, OT Wollschow                                    | UM        | unbekannt                                  |                                                                                              |      |
|     | Großsteingrab Wollschow 36c                                    | Brüssow, OT Wollschow                                    | UM        | unbekannt                                  |                                                                                              |      |
|     | Großsteingrab Wollschow 38                                     | Brüssow, OT Wollschow                                    | UM        | unbekannt                                  |                                                                                              |      |
|     | Großsteingrab Wollschow 37                                     | Brüssow, OT Wollschow                                    | UM        | unbekannt (vermutlich Großsteingrab)       |                                                                                              |      |
|     | Großsteingrab Wollschow 42                                     | Brüssow, OT Wollschow                                    | UM        | Urdolmen oder Steinkiste                   |                                                                                              |      |
|     | Großsteingrab Wollschow 44                                     | Brüssow, OT Wollschow                                    | UM        | unbekannt                                  |                                                                                              |      |
|     | Großsteingrab Wollschow 45                                     | Brüssow, OT Wollschow                                    | UM        | unbekannt (vermutlich Großsteingrab)       |                                                                                              |      |
|     | Großsteingrab Wollschow 46                                     | Brüssow, OT Wollschow                                    | UM        | unbekannt (vermutlich Großsteingrab)       |                                                                                              |      |
|     | Großsteingräber bei Zichow                                     | Zichow                                                   | UM        | unbekannt (vermutlich Großsteingrab)       | wahrscheinlich mehrere Gräber; Funde geborgen; in der Nähe Lesefunde                         |      |